# Режис, Филипп де
Филипп де Режис де Гатимель (фр. Philippe de Regis de Gatimel (1897, Франция — 1954, Аргентина) — иеромонах, член Общества Иисуса, служил в католической церкви византийского обряда, издатель, журналист, организатор издательского и типографского дела в зарубежье, участник Русского апостолата и Неоунии, деятель Русского Зарубежья.

## Биография
Родился на юге Франции в дворянской семье, в 1914 поступил в орден иезуитов, рукоположён в сан иеромонаха, после Рижского мира 1920—1921 гг. выехал в Польшу, работал в неоунии среди православных белорусов в Альбертине с 1923. Вскоре польским правительством был выслан из страны. Вернулся в Рим, где был ректором Руссикума.
В 1948 выехал в Аргентину, организовал в Буэнос-Айресе Общество «Русское Христианское Возрождение», издательство и типографию Salguero, основал газету «За правду», руководил работой приходов Петра и Павла и Преображения, а также интерната св. апостола Андрея. В издательской работе ему помогали священник Александр Кулик и Алексей Ставровский.
Перед отъездом из Европы де Режис посетил Париж, где служил и проповедовал в приходе Святой Троицы, о нём писал бюллетень «Наш приход» чуть позже:

Нельзя не отметить, например, необычайно полезной… деятельность… в Аргентине, большого русского друга, отца Филиппа де Режис, француза по происхождению, но совершенно русского по укладу характера, по душе, по виду и даже по языку. Отец Филипп принимает живое участие по отправке русских беженцев за океан, в приёме и устройстве их, а главное, старается создать и развить атмосферу дружественного христианского взаимоотношения с православной русской иерархией…
На Съезде русского католического духовенства в Риме 1950 г., участником которого был де Режис, он отмечал состояние, сложившейся в аргентинской миссии: 

«Здесь имеется прекрасно поставленный русский католический приход греко-российского обряда… развивающий широкую общественно-благотворительную деятельность, дающую возможность нуждающимся получать в нужный момент необходимую материальную помощь, правовую защиту и материальную поддержку. Условия жизни в Аргентине вполне удовлетворительны. Все работают. Климат оказался вполне подходящим».
Посещал русскую миссию в Чили.
Основал Интернат для русских мальчиков в Иту, Бразилия
Де Режис скончался 19 февраля 1955, в результате болезни, вернувшись из большой поездки по Южной Америке с целью посещения русских семей, во время которой он простудился, кроме того, он страдал лейкемией, организм не выдержал перегрузок, священник заболел и умер.
С 1959 года структуры, созданные и руководимые де Режисом в качестве Делегата Конгрегации по делам Восточных Церквей входят в Ординариат Аргентины для верных восточного обряда.

## Публикации
- Режис Филипп, де. Русский католический приход в Аргентине // Русский католический вестник, 1952, № 1. с. 14-15.
- Его же. Русская жизнь в Бразилии // За Правду! (газета), № 242, 1954. См.: Альбомы Калугина. М: Библиотека-Фонд «Русское зарубежье».